# Нодель, Вульф Абрамович
Вульф Абрамович Нодель (1897—1938) — советский партийный и государственный деятель.

## Биография
Родился 15 декабря 1897 года в городе Двинске Российской империи в еврейской семье Абрама Юделевича Ноделя.
Окончил низшее торговое училище и Петроградское коммерческое училище. С 1914 года — конторщик-приказчик Электротехнической конторы в Двинске. Начав заниматься политической деятельностью, в 1914—1915 годах был членом бюро, председатель Двинского нелегального Бундовского профсоюза приказчиков. Член Бунда в 1915—1920 годах.
С 1916 года Нодель жил в Петрограде, был вольнослушателем Психоневрологического института (ныне Санкт-Петербургский научно-исследовательский психоневрологический институт). В 1917 году стал секретарём заводского комитета Семянниковского завода (ныне Невский завод). С мая 1917 года жил и работал в Двинске и Минске, занимаясь партийной работой в Бунде. В Двинске был арестован немецкими оккупационными властями и приговорен к двум годам тюрьмы. После освобождения Двинска — вернулся к работе Бунда и был секретарём Витебского губернского комитета этой партии. В 1919—1920 годах — председатель Гомельского губкома Бунда, а также редактор его различных газет.
С апреля 1920 года — член ВКП(б). С этого года находился на партийно-государственной работе в Белоруссии: работал в профсоюзных организациях, в ЦК Союза работников просвещения Белоруссии, ЦК Белорусской Компартии и в ЦК ЛКСМ Белоруссии. С сентября 1922 по май 1924 года В. А. Нодель — нарком труда Белоруссии. Работал в редколлегии журнала «Полымя» и был главным редактором газеты «Звязда». С 1925 года Вульф Абрамович был направлен на работу в Туркменскую ССР, где являлся главным редактором газеты «Туркменская искра», работал в агитационно-пропагандистскомм отделе ЦК Компартии Туркмении и в орготделе Мервского Окружного комитета Компартии Туркмении. С сентября 1926 по конец 1928 года работал редактором газеты «Правда Востока» и одновременно был заведующим отделом печати СредАзбюро. Стал кандидатом в члены Среднеазиатского бюро ЦК ВКП(б).
С 1929 года Вульф Абрамович Нодель занимался в Москве редакторской и преподавательской деятельностью. В 1934—1937 годах работал ректором Всесоюзного коммунистического института журналистики им. «Правды». В 1936 году — член президиума Центросоюза СССР. В 1937 году, на момент ареста, являлся редактором газеты «Советская торговля».
Был арестован 9 сентября 1937 года, обвинён в участии в контрреволюционной террористической организации и осуждён Военной коллегией Верховного суда СССР. Расстрелян 2 апреля 1938 года на полигоне Бутово в Москве. Реабилитирован 25 июня 1955 года.

### Семья
В Белоруссии Вульф Нодель познакомился со своей будущей женой — Соней Фрай, с которой работал в Средней Азии, где в 1927 году в Ташкенте родился их первый ребёнок — Михаил. В Москве, где семья жила в 1-м Николощеповском переулке, в середине 1930-х годов родился второй сын Виктор.